# 本·吉利兰
本·吉利兰 (英語：Ben Gilliland；1976年1月30日—）是一位英国图片编辑和科普作家，出生于達勒姆郡达灵顿，工作生活在肯特郡皇家坦布里奇韦尔斯，2015年起担任帕特里克·穆爾所创立的Astronomy Now 杂志编辑，主要作品有《从大爆炸到大终结》（How to Build a Universe: From the Big Bang to the End of the Universe，2015）等。